# Nottingham Challenger 2002
Il Nottingham Challenger 2002 è stato un torneo di tennis facente parte della categoria ATP Challenger Series nell'ambito dell'ATP Challenger Series 2002. Il torneo si è giocato a Nottingham in Gran Bretagna dal 27 ottobre al 3 novembre 2002 su campi di cemento indoor.

## Vincitori

### Singolare
Gilles Elseneer ha battuto in finale  Arvind Parmar con il punteggio di 7–5, 6–2

### Doppio
Ashley Fisher /  Stephen Huss hanno battuto in finale  Scott Humphries /  Mark Merklein con il punteggio di 6–3, 7–6(5)